# فاميلي غاي (الموسم 20)
عرض الموسم العشرين من مسلسل الرسوم المتحركة الأمريكي فاميلي غاي قناة فوكس في الفترة من 26 سبتمبر 2021 إلى 22 مايو 2022. بث الموسم العشرين كجزء من الذكرى السنوية العشرين للمعرض.

## إنتاج
في 23 سبتمبر 2020، أعلنت شبكة فوكس التلفزيونية أنه تم تجديد فاميلي غاي للموسم العشرين والحادي والعشرين ، مما يضمن استمرار المسلسل لمدة عامين آخرين.